# Reiner Brönneke
Reiner Brönneke (* 10. April 1929 in Hamburg; † 13. August 1995 ebenda) war ein deutscher Schauspieler, Hörspiel- und Synchronsprecher.

## Karriere
Brönneke erhielt seine Ausbildung in seiner Heimatstadt und trat dort (am Harburger Theater) 1950 auch sein erstes Engagement an. Gegen Ende desselben Jahrzehnts wirkte er auch am Das Junge Theater Hamburgs. Es folgten Verpflichtungen an Bühnen in München, Frankfurt am Main und Berlin.
Als Schauspieler war Brönneke unter anderem in den Serien Stahlnetz und Percy Stuart sowie in den Filmen Vater, Mutter und neun Kinder und Unser Willi ist der Beste zu sehen. Als Synchronsprecher war er unter anderen in der Filmreihe Columbo sowie in der Serie Knight Rider und als Hörspielsprecher in Die Hexe Schrumpeldei zu hören.
Zusammen mit der Tänzerin Meike Dreckmann hat er einen Sohn namens Stefan Brönneke.

## Filmografie (Auswahl)
- 1957: Dr. Crippen lebt
- 1958: Stahlnetz: Die Tote im Hafenbecken
- 1958: Vater, Mutter und neun Kinder
- 1958: Das Mädchen aus Hamburg (La fille de Hambourg)
- 1960: Der Gauner und der liebe Gott
- 1963: Meine Frau Susanne – Das Ehe-ABC
- 1967: Der Mörderclub von Brooklyn
- 1969: Die Kuba-Krise 1962
- 1969: Percy Stuart
- 1969: Auf der Reeperbahn nachts um halb eins
- 1970: Perrak
- 1971: Unser Willi ist der Beste
- 1971: Kolibri
- 1972: Willi wird das Kind schon schaukeln
- 1972: Hamburg Transit – Bitte die Fahrkarten
- 1972: Sonderdezernat K1 – Vorsicht Schutzengel
- 1973: Schulmädchen-Report. 6. Teil: Was Eltern gern vertuschen möchten
- 1976: Schulmädchen-Report. 10. Teil: Irgendwann fängt jede an
- 1980: Grenzfälle
- 1980: Drei Schwedinnen auf der Reeperbahn

## Synchronarbeiten
- Robert Brown und Bill McKenney in Columbo
- Burton Gilliam, Zitto Kazann, Charles Napier und Jim Raynie in Knight Rider
- Frank Oz in Sesamstraße als Schlemihl
- Robert Stack in Die Unbestechlichen als Eliot Ness